# Society of Malawi, Historical and Scientific
La Society of Malawi, Historical and Scientific est une organisation sans but lucratif créée en 1946 sous le nom de Nyasaland Society ; elle prend son nom actuel à l'indépendance du Malawi en 1964. Son but est de promouvoir la littérature, l'histoire et les sciences en relation avec le Malawi, de trouver et d'enregistrer les informations concernant ce pays. Elle acquiert aussi des ouvrages relatifs au pays. Le directeur de la bibliothèque est le président du Malawi (en 2022, Lazarus Chakwera).

## Programmes
La société publie une revue bi-annuelle, appelée The Society of Malawi Journal depuis 1965, qui prend la suite du The Nyasaland Journal. Elle est éditée par David Stuart-Mogg et Colin Baker. Stuart-Mogg est un historien non professionnel ; Baker est contributeur au journal depuis les années 1950 et l'un de ses éditeurs depuis 1989.
Elle maintient une bibliothèque de référence et des archives dans la Mandala House (en), le plus ancien bâtiment du Malawi, construit à Blantyre en 1882. La bibliothèque est ouverte aux membres et au public. 

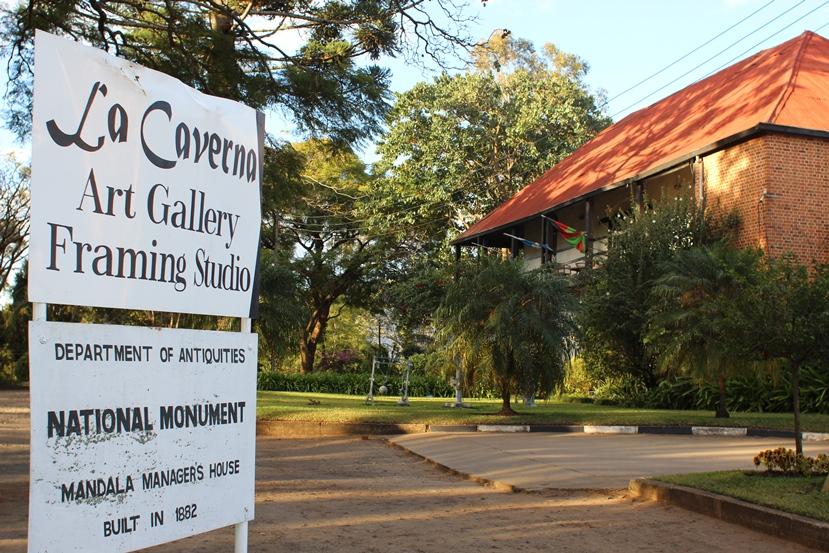
Mandala House, le plus ancien bâtiment du Malawi.

## Musée du transport
La société gère un musée du transport, situé au Centre du patrimoine (Heritage Centre) de Limbe. Le terrain a été offert par les Malawi Railways afin de préserver l'histoire du transport au Malawi, en mettant l'accent sur le rôle du chemin de fer qui relie ce pays enclavé à la mer. Les expositions couvrent la période de 1867 à 1996 et présentent de nombreux objets et photographies.

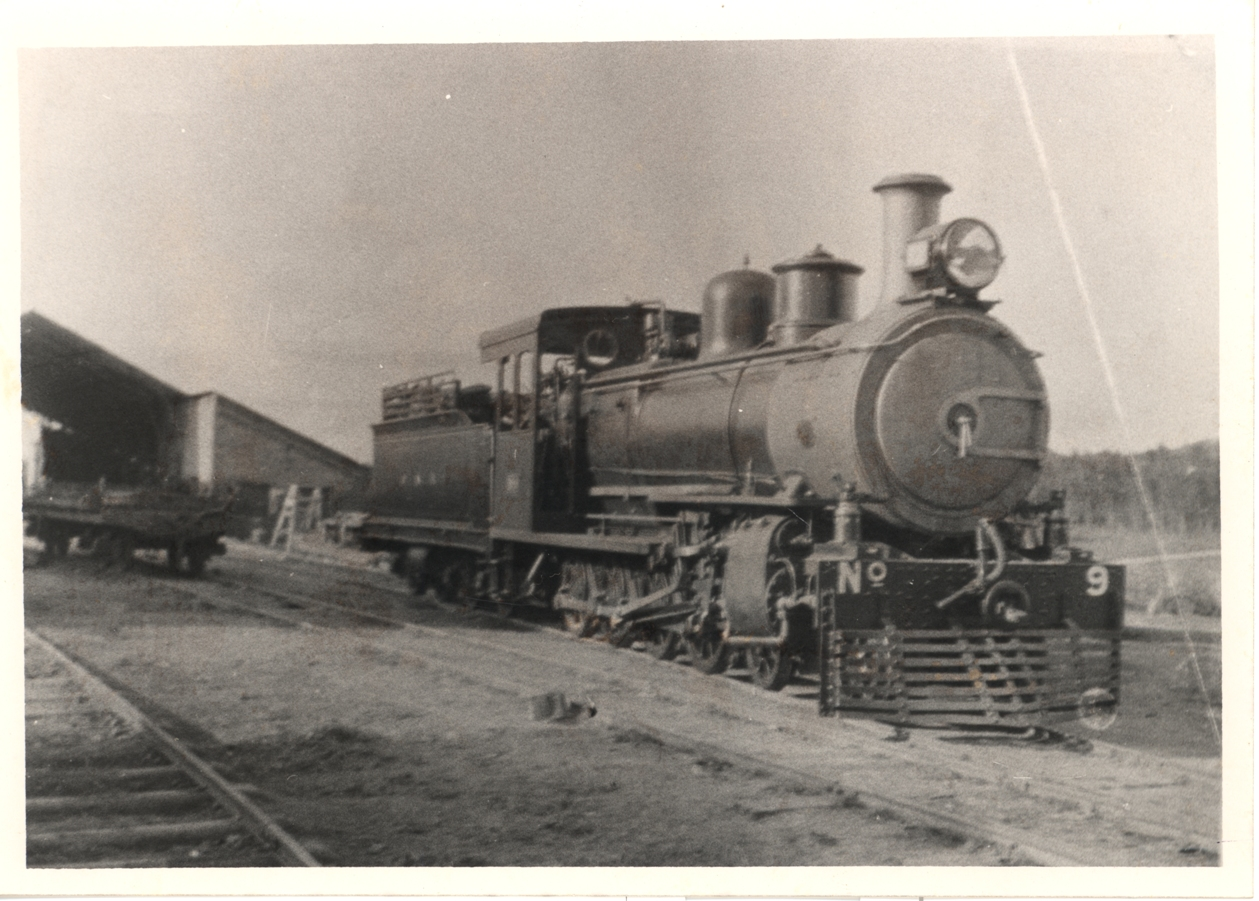
La locomotive « numéro 9 » à Limbe, mai 1924.